# 週刊ダイヤモンド
『週刊ダイヤモンド』（しゅうかんダイヤモンド）は、ダイヤモンド社が発行する週刊の経済の専門雑誌。石山賢吉によって1913年（大正2年）5月10日創刊。毎週月曜日発売。

## 歴史
- 1913年（大正2年）5月10日 - 月刊誌として創刊。創刊号の定価は1部10銭。創刊時の雑誌名は『ダイヤモンド』（『経済雑誌ダイヤモンド』）。誌名は池田藤四郎[1]によって「小さくとも相当の権威を持たせたい」という意気込みから命名された[2]。
- 1945年（昭和20年）11月1日 - 5か月の休刊を経て再刊[3]
- 1946年（昭和21年）9月 - 旬刊に移行
- 1955年（昭和30年）3月 - 週刊に移行
- 1968年（昭和43年）
  - 1月15日号 - サブタイトルの「経済雑誌」が「ビジネス活動に役立つ経済誌」に変更される[4]
  - 2月26日号 - 誌名を『週刊ダイヤモンド』に改称[4]
  - 7月1日号 - 「ビジネス活動に役立つ経済誌」のサブタイトルが削除される[4]
- 1970年代から1980年代前半にかけて「なんでもランキング」というコラムを掲載した。この「なんでもランキング」というタイトルは、後に様々なメディアやインターネットで使われた。2000年（平成12年）10月7日号では「ニッポンなんでもランキング」という特集記事を組んだ[5]。
- 2019年（令和元年）- ダイヤモンド・オンラインの有料版サブスクリプション「ダイヤモンド・プレミアム」がスタート。有料会員特典として、『週刊ダイヤモンド』電子雑誌版の最新号およびバックナンバーが閲覧できるサービスを開始する[6]。
- 2024年（令和6年）10月22日 - 2025年4月に書店販売を終了することを発表[要出典]。定期購読を前提とした「サブスク雑誌」としてリニューアルすることを宣言した[7]。同時に、雑誌ロゴが「ダイヤモンド」から「Diamond WEEKLY」に変更される[7]。尚、週刊誌と銘打っているものの、定期購読は年間36冊の契約となり、2024年度に発行されている月2～4冊のペースで刊行される見通し。
- 2025年4月 - リニューアルにより、表紙デザインを一新し、左綴じ横書き（従来は右綴じ縦書き）の雑誌となる。

## 連載・コラム
- 小林快次他「大人のための最先端理科」（2025年4月リニューアルで終了）
- 井手ゆきえ「カラダご意見番」
- 深堀圭一郎のゴルフIQを高めよう
- 牧野洋「Key Wordで世界を読む」
- 山本洋子「新日本酒紀行」
- Book Reviews
  - 佐藤優「知を磨く読書」
  - オフタイムの楽しみ
  - 目利きのお気に入り
  - ビジネス書ベストセラー
- 後藤謙次「永田町ライヴ！」
- 世界遺産を撮る

## 批判を受けた記事・不祥事
- 2005年（平成17年）9月17日特大号にて日本音楽著作権協会（JASRAC）を批判する内容の「企業レポート 日本音楽著作権協会（ジャスラック）」という記事を掲載したが、JASRACから虚偽または歪曲された事実として名誉毀損訴訟を起こされる[8]。結果、東京地方裁判所は、「（問題の記事の）その内容について真実であることの証明がなく、意見又は論評としてもその前提事実の重要な部分について真実であることの証明がなく、むしろ明らかに真実ではないと認められる事実を摘示したり、それに基づく意見や論評をしているものであり、取材やそれに基づく判断にかなりの偏りが感じられ、被告らがそれを真実であるとか又は意見・論評が正しいと信じる相当の理由も見当たらないものである」として、被告側に550万円の損害賠償を命じ、ダイヤモンドは敗訴した[9]。
- 2010年（平成22年）11月13日号の特集記事「宗教とカネ」にて、宗教法人「念仏宗無量寿寺」が強引な勧誘を実施しており、入会金などを巡り揉め事となるケースも多いなどとした記事を掲載したが、同法人から「一方的な中傷記事である」などとして訴訟を起こされる。2012年（平成24年）7月12日に京都地裁は、記事の一部について「真実とするに足る相当な理由が認められない」などとして、ダイヤモンド社に対し220万円の支払いを命じた[10]。
- 2025年（令和7年）2月17日に発刊予定だった最新号（2月22日号）について、書店やコンビニエンスストアでの一般発売を急遽取り止めると共に公式サイトにて謝罪した[11][12]。毎日新聞によると、フジテレビ不適切接待疑惑問題に関する広告出稿についてのアンケート調査結果を掲載する際に誤植があったとしている[13]（定期購読者には、後日正誤表が郵送された）。